# Wyspy Dziewicze Stanów Zjednoczonych na Zimowych Igrzyskach Olimpijskich 1998
Wyspy Dziewicze Stanów Zjednoczonych na Zimowych Igrzyskach Olimpijskich 1998 reprezentowało 7 zawodników. Był to czwarty start Wysp Dziewiczych Stanów Zjednoczonych na zimowych igrzyskach olimpijskich.

## Dyscypliny

### Bobsleje

#### Mężczyźni
- Zachary Zoller, Jeff Kromenhoek
  - dwójka mężczyzn - 33. miejsce

- Keith Sudziarski, Todd Schultz
  - dwójka mężczyzn - 36. miejsce

- Keith Sudziarski, Christian Brown, Paul Zar, Jeff Kromenhoek
  - czwórka mężczyzn - 29. miejsce

### Saneczkarstwo

#### Kobiety
- Anne Abernathy
  - jedynki kobiet - 24. miejsce